# Gewichtssteuerung

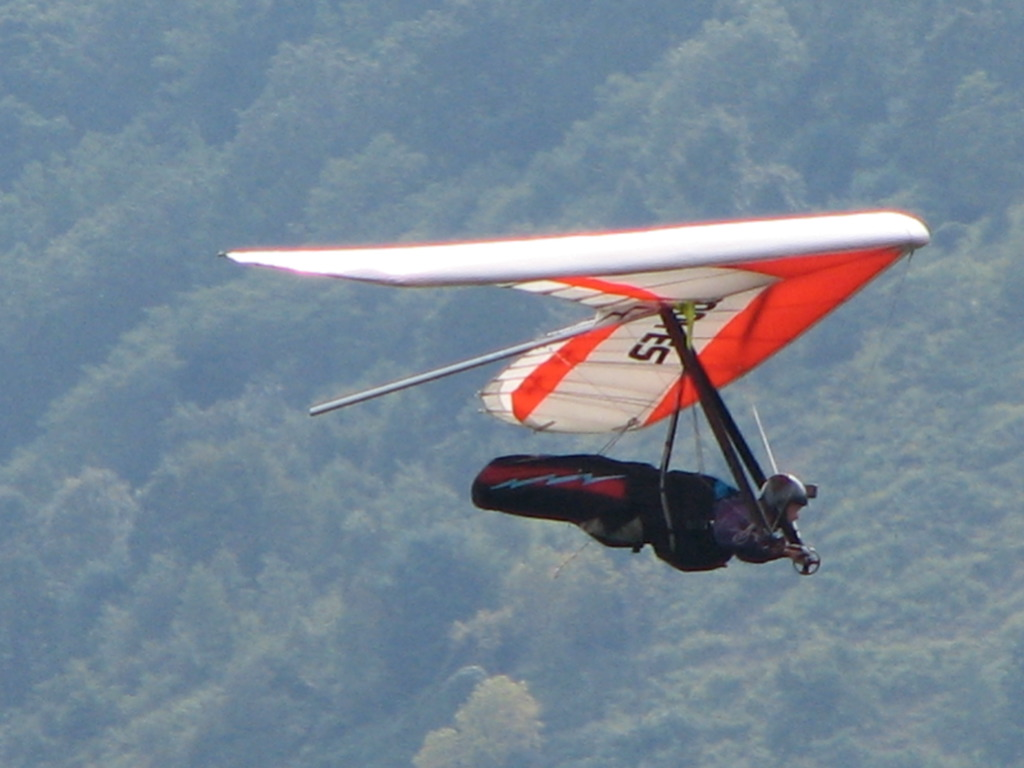
Steuerung des Hängegleiters durch Gewichtsverlagerung

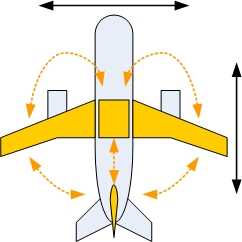
Lage der Trimmtanks zur Steuerung der Schwerpunktlage in einem Verkehrsflugzeug. Gelbe Pfeile – Trimmen durch Bewegung des Treibstoffs zwischen den Tanks; schwarze Pfeile – resultierende Veränderung des Massenschwerpunkts

Als Gewichtssteuerung wird die Steuerung von Land-, Wasser- oder Luftfahrzeugen durch Gewichtsverlagerung bezeichnet. Bei leichten Fahrzeugen geschieht dies oft durch Verlagerung des Körpergewichts; bei unbemannten Systemen übernimmt diese Aufgabe häufig der meist schwere Akku. Bei großen und schweren Fahrzeugen werden, um Massenverlagerungen zur Trimmung vorzunehmen, z. B. Trimmtanks verwendet. Bei Schiffen mit durch Schotts getrennten Sektionen der Bilge für die Trimmung in Längsrichtung, bei Flugzeugen durch Umpumpen von Kraftstoff zwischen verschiedenen Treibstofftanks. Bei der Concorde wurde auf diese Weise zur Anpassung der Schwerpunktlage an die unterschiedlichen Anforderungen von Über- und Unterschallflug der Schwerpunkt des Flugzeugs um etwa 1,8 m nach vorn oder hinten verschoben.
Beispiele:
- Derwitzer Apparat
- Gleitschirm
- Hängegleiter
- Kanusport
- Rodelsport
- Trimmtank
- Unterwassergleiter

Der Effekt, der zur Richtungsänderung führt, kann dabei je nach Einsatzgebiet unterschiedlich sein:
- asymmetrische Reibungs- bzw. Widerstandskräfte sind ein Effekt (Rodel- und Kanusport),
- Roll- oder Nickbewegungen durch Auswandern des Schwerpunkts relativ zum Druckpunkt ein anderer (Unterwassergleiter und Luftfahrzeuge).

In einigen Fällen wird die Gewichtssteuerung mit weiteren Steuermethoden kombiniert.